# Bohuslav VII. ze Švamberka
Bohuslav VII. ze Švamberka (též Bohuslav Krušina ze Švamberka, 1428 – 15. února 1490 v Boru) byl český šlechtic z rodu pánů ze Švamberka.

## Rodina
Bohuslavovými rodiči byli Hynek Krušina ze Švamberka a Markéta z Plavna, kterým se narodil na začátku roku 1428. Neměl žádné známé sourozence. Roku 1451 se zasnoubil a následujícího roku oženil s Ludmilou, dcerou Oldřicha z Rožmberka, se kterou měl syna Hynka. Podruhé se oženil s Konstancií Šlikovou. Spolu měli syny Jana († 1473), Kašpara († 1476) a Jindřicha († 1523) a několik dcer. Několik posledních let života strávil v Boru, kde zemřel ve vysokém věku 15. února 1490 a byl zde také pohřben.

## Kariéra
Roku 1465 byl přítomen na Zelené hoře, kde byla ustanovena Jednota zelenohorská zaměřená proti králi Jiřímu z Poděbrad. Jako její člen o dva roky později vyplenil tepelský klášter a následujícího roku napadl Štěnovice a chotěšovský klášter. Za vlády krále Vladislava zastával v letech 1470–1474 úřad nejvyššího hofmistra a v letech 1473–1477 byl hejtmanem Plzeňského kraje.
Roku 1476 se Bohuslav stal nejvyšším českým hejtmanem krále Matyáše Korvína. Odmítl mu však vydat některé ze svých hradů, a proto jej Matyáš roku 1478 pozval do Českých Budějovic, kde ho okamžitě zajal a nechal převézt do Uher. Králův čin vyvolal ostrou reakci mezi šlechtou, která jej přinutila Bohuslava po více než ročním věznění propustit. Bohuslavův syn Hynek se mezitím dohodl s Vladislavem Jagellonským a obsadil rodové hrady posádkami. Po propuštění se na Vladislavovu stranu přidal i Bohuslav a roku 1480 opět zastával úřad nejvyššího hofmistra.

## Majetek
K hlavním Bohuslavovým sídlům patřily z počátku hrady Švamberk a Bor. Zelenou horu, založenou jeho otcem, prodal. Roku 1473 však od Rožmberků koupil za 13 000 grošů Milevsko a hrad Zvíkov, který se postupně stal jeho hlavním sídlem. Po určitou dobu držel Úterý, Křivce a Olešovice, které vrátil tepelskému klášteru po návratu z uherského zajetí. Kromě toho získal hrady Pirkštejn, Rataje nad Sázavou a v roce 1487 Kašperk.